# 黑尼兴
黑尼兴（德語：Hähnichen）是德国萨克森州的市镇，隶属于格尔利茨县。总面积为49.77平方千米，截至2023年12月31日总人口为1,208人。